# Delta Volley Porto Viro 2021-2022
Questa voce raccoglie le informazioni riguardanti il Delta Volley Porto Viro nelle competizioni ufficiali della stagione 2021-2022.

## Stagione
Nella stagione 2021-22 il Delta Volley Porto Viro assume la denominazione sponsorizzata di Delta Group Porto Viro.
Partecipa per la prima volta alla Serie A2 chiudendo la regular season di campionato all'undicesimo posto in classifica.
A seguito del settimo posto in classifica al termine del girone di andata della regular season partecipa alla Coppa Italia di Serie A2, dove giunge fino alle semifinali che perde per opera del Cuneo.

## Organigramma societario
Area direttiva
- Presidente: Luigi Veronese
- Direttore generale: Grabriele Pavan
- Direttore tecnico: Massimo Zambonin (dall'8 novembre 2021)
- Segreteria generale: Federico Bertaglia
- Team manager: Cinzia Braghin, Antonio Sturaro

Area tecnica
- Allenatore: Massimo Zambonin (fino all'8 novembre 2021), Francesco Tardioli (dal 9 novembre 2021 al 1º marzo 2022), Nicola Baldon (dal 2 marzo 2022)
- Allenatore in seconda: Nicola Baldon (fino al 1º marzo 2022), Maurizio Tiozzo (dal 2 marzo 2021)
- Assistente allenatore: Maurizio Tiozzo (fino al 1º marzo 2022)
- Scout man: Alberto Cazziol, Davide Porporati
- Responsabile settore giovanile: Massimo Zambonin

Area comunicazione
- Responsabile comunicazione: Mario Caporello
- Social media manager: Mattea Tosetti
- Fotografo: Stefano Spano
- Video e comunicazione: Alessandro Panizzo

Area marketing
- Responsabile ufficio marketing: Matteo Sperandio
- Responsabile commerciale: Enrico Zorzi

Area sanitaria
- Medico: Alberto Marzolla
- Fisioterapista:  Dario Ravagnan, Simone Zampieri
- Preparatore atletico: Daniele De Cata, Mario Del Giudice
- Osteopata: Enrico Boscolo Nata

## Rosa
| N° | Nome              | Ruolo | Data di nascita   | Nazionalità sportiva |
| -- | ----------------- | ----- | ----------------- | -------------------- |
| 1  | Marco Fabroni     | P     | 4 agosto 1981     | Italia               |
| 2  | Enrico Zorzi      | P     | 28 maggio 1990    | Italia               |
| 3  | Andrea Gasparini  | S     | 13 settembre 1996 | Italia               |
| 4  | Filippo Vedovotto | S     | 2 dicembre 1990   | Italia               |
| 5  | Simone Marzolla   | O     | 15 novembre 1999  | Italia               |
| 6  | Alberto Pol       | S     | 4 marzo 2001      | Italia               |
| 8  | Egon Lamprecht    | L     | 10 novembre 1980  | Italia               |
| 9  | Rocco Barone      | C     | 14 dicembre 1987  | Italia               |
| 10 | Matteo Penzo      | L     | 8 ottobre 1995    | Italia               |
| 11 | Giulio Romagnoli  | C     | 2 aprile 1998     | Italia               |
| 12 | Romolo Mariano    | S     | 18 dicembre 1991  | Italia               |
| 13 | Giacomo Bellei    | O     | 7 febbraio 1988   | Italia               |
| 14 | Trent O'Dea       | C     | 11 maggio 1994    | Australia            |
| 15 | Matteo Sperandio  | C     | 4 marzo 1992      | Italia               |
| 15 | Lorenzo Tiozzo    | C     | 10 giugno 2001    | Italia               |
| 17 | Bartosz Krzysiek  | S     | 19 febbraio 1990  | Polonia              |

## Mercato
| Acquisti | Acquisti          | Acquisti            | Acquisti   |
| R.       | Nome              | da                  | Modalità   |
| -------- | ----------------- | ------------------- | ---------- |
| C        | Rocco Barone      | Emma Villas         | definitivo |
| O        | Giacomo Bellei    | Tricolore           | definitivo |
| P        | Marco Fabroni     | Emma Villas         | definitivo |
| S        | Andrea Gasparini  | Parella             | definitivo |
| S        | Bartosz Krzysiek  | Al-Nassr            | definitivo |
| S        | Romolo Mariano    | Libertas Brianza    | definitivo |
| C        | Trent O'Dea       | -                   | definitivo |
| L        | Matteo Penzo      | Clodia              | definitivo |
| S        | Alberto Pol       | Trentino            | definitivo |
| C        | Giulio Romagnoli  | M&G                 | definitivo |
| S        | Filippo Vedovotto | Rinascita Lagonegro | definitivo |

| Cessioni | Cessioni          | Cessioni     | Cessioni   |
| R.       | Nome              | a            | Modalità   |
| -------- | ----------------- | ------------ | ---------- |
| C        | Samuele Aprile    | Team Volley  | definitivo |
| C        | Federico Bargi    | ?            |            |
| S        | Matteo Bellia     | Castellana   | definitivo |
| L        | Tommaso Bernardi  | Pinneberg    | definitivo |
| S        | Juan Cuda         | Energy Parma | definitivo |
| S        | Alessandro Dordei | Team Volley  | definitivo |
| P        | Martín Kindgard   | Alessano     | definitivo |
| S        | Enrico Lazzaretto | Macerata     | definitivo |
| O        | Massimo Maniero   | -            | svincolato |
| S        | Davide Marchesan  | ?            |            |
| S        | Bruno Vinti       | Alessano     | definitivo |

## Risultati

### Serie A2

#### Girone di andata
| 1ª Giornata - 10 ottobre 2021 Palazzetto dello Sport, Porto Viro     | Porto Viro        | 1 - 3 | Rinascita Lagonegro | 25-23, 24-26, 22-25, 23-25        |
| 2ª Giornata - 17 ottobre 2021 PalaParenti, Santa Croce sull'Arno     | Lupi Santa Croce  | 3 - 0 | Porto Viro          | 25-11, 25-20, 25-20               |
| 3ª Giornata - 24 ottobre 2021 Palazzetto dello Sport, Porto Viro     | Porto Viro        | 3 - 1 | Mondovì             | 25-23, 25-22, 25-27, 25-18        |
| 4ª Giornata - 31 ottobre 2021 PalaPozzoni, Cisano Bergamasco         | Olimpia Bergamo   | 3 - 1 | Porto Viro          | 25-23, 19-25, 25-23, 25-18        |
| 5ª Giornata - 7 novembre 2021 Palazzetto dello Sport, Porto Viro     | Porto Viro        | 3 - 1 | Impavida Ortona     | 22-25, 25-19, 25-22, 25-16        |
| 6ª Giornata - 14 novembre 2021 PalaFrancescucci, Casnate con Bernate | Libertas Brianza  | 3 - 1 | Porto Viro          | 24-26, 25-17, 27-25, 27-25        |
| 7ª Giornata - 21 novembre 2021 PalaBursi, Rubiera                    | Tricolore         | 1 - 3 | Porto Viro          | 19-25, 25-19, 22-25, 21-25        |
| 8ª Giornata - 28 novembre 2021 Palazzetto dello Sport, Porto Viro    | Porto Viro        | 3 - 0 | Emma Villas         | 25-16, 25-21, 25-18               |
| 10ª Giornata - 8 dicembre 2021 PalaSanFilippo, Brescia               | Atlantide Brescia | 3 - 2 | Porto Viro          | 25-18, 20-25, 25-13, 16-25, 20-18 |
| 11ª Giornata - 12 dicembre 2021 Palazzetto dello Sport, Porto Viro   | Porto Viro        | 3 - 1 | New Mater           | 27-25, 25-22, 20-25, 25-22        |
| 12ª Giornata - 19 dicembre 2021 PalaCastagnaretta, Cuneo             | Cuneo             | 3 - 0 | Porto Viro          | 25-18, 25-12, 25-18               |
| 13ª Giornata - 26 dicembre 2021 Palazzetto dello Sport, Porto Viro   | Porto Viro        | 3 - 1 | Motta               | 25-17, 24-26, 26-24, 25-18        |

#### Girone di ritorno
| 14ª Giornata - 2 gennaio 2022 Palasport Villa D'Agri, Marsicovetere | Rinascita Lagonegro | 3 - 2 | Porto Viro        | 22-25, 25-15, 16-25, 25-19, 15-13 |
| 15ª Giornata - 13 febbraio 2022 Palazzetto dello Sport, Porto Viro  | Porto Viro          | 0 - 3 | Lupi Santa Croce  | 21-25, 23-25, 24-26               |
| 16ª Giornata - 3 marzo 2022 PalaManera, Mondovì                     | Mondovì             | 3 - 2 | Porto Viro        | 25-20, 15-25, 28-26, 23-25, 15-13 |
| 17ª Giornata - 23 gennaio 2022 Palazzetto dello Sport, Porto Viro   | Porto Viro          | 2 - 3 | Olimpia Bergamo   | 23-25, 25-19, 21-25, 25-21, 12-15 |
| 18ª Giornata - 29 gennaio 2022 Palasport Comunale, Ortona           | Impavida Ortona     | 3 - 1 | Porto Viro        | 25-22, 19-25, 27-25, 25-11        |
| 19ª Giornata - 5 febbraio 2022 Palazzetto dello Sport, Porto Viro   | Porto Viro          | 0 - 3 | Libertas Brianza  | 19-25, 13-25, 18-25               |
| 20ª Giornata - 20 febbraio 2022 Palazzetto dello Sport, Porto Viro  | Porto Viro          | 2 - 3 | Tricolore         | 15-25, 25-21, 21-25, 25-20, 12-15 |
| 21ª Giornata - 27 febbraio 2022 PalaMensSana, Siena                 | Emma Villas         | 3 - 0 | Porto Viro        | 25-20, 25-23, 25-17               |
| 23ª Giornata - 13 marzo 2022 Palazzetto dello Sport, Porto Viro     | Porto Viro          | 2 - 3 | Atlantide Brescia | 22-25, 10-25, 25-21, 25-19, 9-15  |
| 24ª Giornata - 20 marzo 2022 PalaGrotte, Castellana Grotte          | New Mater           | 3 - 1 | Porto Viro        | 25-21, 23-25, 25-18, 25-20        |
| 25ª Giornata - 7 aprile 2022 Palazzetto dello Sport, Porto Viro     | Porto Viro          | 3 - 1 | Cuneo             | 20-25, 25-22, 25-17, 26-24        |
| 26ª Giornata - 3 aprile 2022 PalaVicentini, Caorle                  | Motta               | 2 - 3 | Porto Viro        | 19-25, 20-25, 27-25, 25-21, 9-15  |

### Coppa Italia di Serie A2
| Quarti di finale - 26 gennaio 2022 PalaGrotte, Castellana Grotte | New Mater | 2 - 3 | Porto Viro | 25-17, 20-25, 18-25, 26-24, 14-16 |
| Semifinali - 2 febbraio 2022 PalaCastagnaretta, Cuneo            | Cuneo     | 3 - 1 | Porto Viro | 23-25, 25-20, 25-18, 25-21        |

## Statistiche

### Statistiche di squadra
| Competizione             | Punti | In casa | In casa | In casa | In trasferta | In trasferta | In trasferta | Totale | Totale | Totale |
| Competizione             | Punti | G       | V       | P       | G            | V            | P            | G      | V      | P      |
| ------------------------ | ----- | ------- | ------- | ------- | ------------ | ------------ | ------------ | ------ | ------ | ------ |
| Serie A2                 | 29    | 12      | 6       | 6       | 12           | 2            | 10           | 24     | 8      | 16     |
| Coppa Italia di Serie A2 | -     | 0       | 0       | 0       | 2            | 1            | 1            | 2      | 1      | 1      |
| Totale                   | -     | 12      | 6       | 6       | 14           | 3            | 11           | 26     | 9      | 17     |

G = partite giocate; V = partite vinte; P = partite perse 

### Statistiche dei giocatori
| Giocatore    | Serie A2 | Serie A2 | Serie A2 | Serie A2 | Serie A2 | Coppa Italia di Serie A2 | Coppa Italia di Serie A2 | Coppa Italia di Serie A2 | Coppa Italia di Serie A2 | Coppa Italia di Serie A2 | Totale | Totale | Totale | Totale | Totale |
| Giocatore    | P        | PT       | AV       | MV       | BV       | P                        | PT                       | AV                       | MV                       | BV                       | P      | PT     | AV     | MV     | BV     |
| ------------ | -------- | -------- | -------- | -------- | -------- | ------------------------ | ------------------------ | ------------------------ | ------------------------ | ------------------------ | ------ | ------ | ------ | ------ | ------ |
| R. Barone    | 24       | 198      | 128      | 54       | 16       | 2                        | 14                       | 7                        | 7                        | 0                        | 26     | 212    | 135    | 61     | 16     |
| G. Bellei    | 22       | 379      | 326      | 34       | 19       | 2                        | 27                       | 24                       | 3                        | 0                        | 24     | 406    | 350    | 37     | 19     |
| M. Fabroni   | 24       | 48       | 9        | 20       | 19       | 2                        | 5                        | 1                        | 2                        | 2                        | 26     | 53     | 10     | 22     | 21     |
| A. Gasparini | 19       | 118      | 90       | 21       | 7        | 1                        | 15                       | 14                       | 0                        | 1                        | 20     | 133    | 104    | 21     | 8      |
| B. Krzysiek  | 3        | 63       | 56       | 2        | 5        | -                        | -                        | -                        | -                        | -                        | 3      | 63     | 56     | 2      | 5      |
| E. Lamprecht | 23       | 0        | 0        | 0        | 0        | 2                        | 0                        | 0                        | 0                        | 0                        | 25     | 0      | 0      | 0      | 0      |
| R. Mariano   | 20       | 180      | 159      | 12       | 9        | 2                        | 19                       | 19                       | 0                        | 0                        | 22     | 199    | 178    | 12     | 9      |
| S. Marzolla  | 15       | 43       | 35       | 6        | 2        | 1                        | 0                        | 0                        | 0                        | 0                        | 16     | 43     | 35     | 6      | 2      |
| T. O'Dea     | 16       | 138      | 86       | 40       | 12       | 2                        | 20                       | 10                       | 8                        | 2                        | 18     | 158    | 96     | 48     | 14     |
| M. Penzo     | 12       | 0        | 0        | 0        | 0        | -                        | -                        | -                        | -                        | -                        | 12     | 0      | 0      | 0      | 0      |
| A. Pol       | 21       | 80       | 66       | 11       | 3        | 1                        | 17                       | 13                       | 4                        | 0                        | 22     | 97     | 79     | 15     | 3      |
| G. Romagnoli | 11       | 9        | 4        | 2        | 3        | 0                        | 0                        | 0                        | 0                        | 0                        | 11     | 9      | 4      | 2      | 3      |
| M. Sperandio | 2        | 11       | 5        | 5        | 1        | -                        | -                        | -                        | -                        | -                        | 2      | 11     | 5      | 5      | 1      |
| L. Tiozzo    | 1        | 1        | 0        | 1        | 0        | 0                        | 0                        | 0                        | 0                        | 0                        | 1      | 1      | 0      | 1      | 0      |
| F. Vedovotto | 24       | 204      | 186      | 11       | 7        | 2                        | 14                       | 14                       | 0                        | 0                        | 26     | 218    | 200    | 11     | 7      |
| E. Zorzi     | 10       | 1        | 1        | 0        | 0        | 0                        | 0                        | 0                        | 0                        | 0                        | 10     | 1      | 1      | 0      | 0      |

P = presenze; PT = punti totali; AV = attacchi vincenti; MV = muri vincenti; BV = battute vincenti